# Cotylorhiza tuberculata
La medusa huevo frito (Cotylorhiza tuberculata) es una especie de la familia medusal. Esta medusa se encuentra en el mar Mediterráneo y en el Mar Menor. Su nombre proviene de su forma, que se asemeja a un huevo frito y es inofensiva para el ser humano, además de filtrar el agua. 

## Descripción

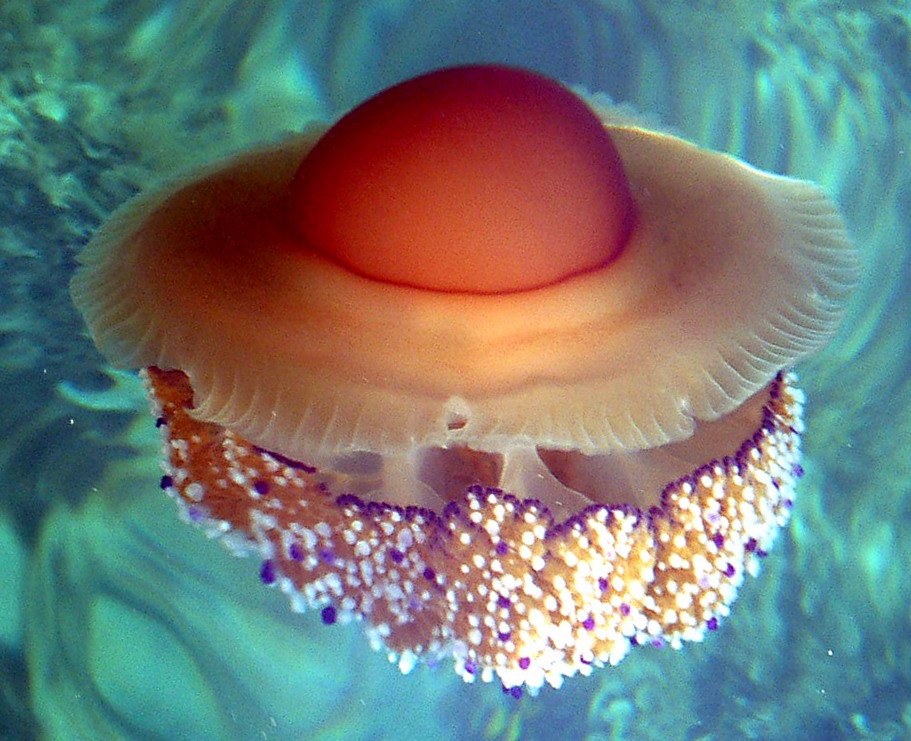
Aguacuajada en el mar Adriático

Alcanza hasta 15 cm de diámetro, siendo el máximo registrado de 25 cm. La umbrela es suave, rodeada por un anillo de pequeños tentáculos morados dispuestos en forma de círculo. Los lóbulos marginales son alargados y subrectangulares. Cada brazo se bifurca de la boca hasta cerca de su base. Además de algunos apéndices más grandes que hay muchos cortos, en forma de maza que llevan los extremos en forma de discos.

## Comportamiento
Habitualmente forma grandes enjambres de kilómetros de ancho y largo. Frecuentemente aparece junto a peces de pequeño tamaño de los géneros Boops, Trachurus y Seriola.
Se alimenta de plancton.

## Mar Menor
De las tres medusas presentes en el Mar Menor, Cotylorhiza tuberculata es la tercera en aparecer, floreciendo a principios de verano y permaneciendo hasta noviembre; La primera en aparecer es Aurelia aurita y la segunda es Rhizostoma pulmo.

## Relación con el ser humano
Dependiendo de la estación puede ser abundante en el Mediterráneo, por lo que suele ser una molestia para los bañistas. Sin embargo, la picadura de esta medusa tiene muy poco efecto o ninguno en el ser humano.